# 弥十柳川
弥十柳川（やじゅうやなぎがわ）は、徳島県三好市を流れる吉野川水系の河川である。

## 地理
旧池田町を北流。現在の池田町ウヱマツに源を発し、池田町の中心地を北流しながら吉野川に合流する。合流地点には1969年（昭和44年）に完成した池田堤防が設置されている。

## 利水施設
- 池田堤防 - 1969年完成。

## 橋梁
- 弥十柳川第一樋門
- 名称不明 - 国道319号。
- 下町橋
- 名称不明 - 香川県道・徳島県道5号観音寺池田線。

## 流域の主な施設
上流から。
- 池田トンネル - 徳島自動車道。
- 桂林寺
- 医家神社